# This Girl’s Life – Mein Leben als Pornostar
This Girl’s Life – Mein Leben als Pornostar (Originaltitel: This Girl’s Life, Alternativtitel: Geheimes Verlangen – Mein Leben als Pornostar) ist ein US-amerikanisches Erotikdrama aus dem Jahr 2003 von Ash Baron-Cohen unter dem Pseudonym Ash. Er war für das Drehbuch zuständig und gehörte zu den mitwirkenden Produzenten. In den Hauptrollen sind Juliette Marquis und James Woods zu sehen.

## Handlung
Moon gilt als eine bodenständige junge Frau, die zufällig eine der beliebtesten Pornodarstellerinnen ist. Sie findet keine Schande darin, aus ihrer Sexualität Profit zu generieren. Während sie ihren Vertrag erneut verlängern darf, sieht ihr Privatleben alles andere als rosig aus. Ihr Vater leidet an der Parkinson-Krankheit und ein Blind Date mit dem jungen Kip scheitert daran, dass er Probleme mit ihrem Beruf hat.
Jessie, eine Freundin von Moon, stellt sie als Treuetesterin ein. Ihren ersten Auftrag erhält sie in einem Autohaus. Sie soll die Treue des Autohändlers Terry testen. Sie kann soweit verhandeln, dass sie durch Sex ein Auto zu deutlich besseren Konditionen erhält. Als er damit einverstanden ist, entschuldigt sie sich  um sich im Badezimmer für ihn frisch zu machen. Tatsächlich schleicht sie sich aus dem Badezimmerfenster. Terry kann sie allerdings einholen, bevor sie losfahren kann. Als er sie fragt, warum sie gegangen ist, verrät sie versehentlich, dass sie von seiner Frau angeheuert wurde, um ihn auf seine Treue zu testen. Terry wird wütend und bittet Moon, es seiner Frau nicht zu sagen. Er ist bereit dazu, ihr Schweigegeld zu zahlen. Als sie das Angebot ablehnt, schlägt er ihr Auto wiederholt heftig mit einem Rohr und droht ihr.
Nun springt der Film in die Vergangenheit und zeigt Szenen einer jüngeren Moon, die gerade in das Geschäft einsteigt. Moon beginnt, ihr Leben neu zu bewerten, mit der Idee, von vorne anzufangen, und sagt Aronson, der zwei neue potenzielle Pornostars interviewt hat, dass sie jetzt erwachsen ist und bessere Entscheidungen mit sich selbst und ihrem Leben treffen muss. Aronson wünscht ihr alles Gute.
Nachdem Moon Aronsons Wohnung verlassen hat, wird sie von Terry angesprochen, der offensichtlich wütend ist, dass Moon seiner Frau von seiner Untreue erzählt hat. Er greift sie an und bedroht sie mit einem Messer. Er verlangt von ihr Wiedergutmachung für ihr Spionieren. Moon sagt ihm, dass sie das Geschäft aufgegeben hat. Er wirft sie zu Boden und versucht sie zu vergewaltigen. Als sie sich gegen Terry wehrt, sagt dieser ihr, dass er ihr gefolgt ist und alles über sie weiß. Er droht damit, ihren Vater zu schädigen, wenn sie nicht bereit dazu ist, mit ihm zu schlafen. Durch einen Kopfstoß bricht sie ihm die Nase und kann ihn von sich werfen. Sie rennt weg und sucht Geborgenheit bei Kip.

## Hintergrund
Der Film wurde in Los Angeles realisiert. In Europa wurde er erstmals am 7. Juli 2003 auf dem Internationalen Filmfestival Karlovy Vary in Tschechien ausgestrahlt. Am 29. August 2003 folgte die Premiere auf dem kanadischen Montreal World Film Festival. Seine Premiere in den USA feierte der Film am 2. November 2003 auf dem Hawaii International Film Festival.
Hier gab  Juliette Marquis ihr Filmdebüt.

## Rezeption
„Eine überraschend saubere, gut gespielte Geschichte aus dem Porno-Milieu, reflektiert und kritisch – und trotzdem nicht überzeugend, da die Dialoge an einigen Stellen nicht über die Seichtheit des dargestellten Genres hinausgehen.“

Auf Rotten Tomatoes hat der Film bei über 1.000 Zuschauerbewertungen eine Wertung von 44 %. In der Internet Movie Database kann der Film bei über 3.000 Stimmenabgaben eine Wertung von 5,6 von insgesamt 10 Sternen vorweisen.